# Sara Svendsen
Pour les articles homonymes, voir Svendsen.
Sara Svendsen, née le 15 avril 1980, est une fondeuse norvégienne.

## Carrière
Elle a démarré en Coupe du monde en novembre 2003 à Beitostølen.
Elle marque ses premiers points dans cette compétition en 2008 à Falun, puis obtient son meilleur résultat individuel à Oslo, terminant quinzième du trente kilomètres. En 2009, elle remporte le classement général de la Coupe de Scandinavie.
En 2010-2011, elle participe au Tour de ski, mais doit renoncer à continuer l'épreuve.
En 2012, elle remporte la Jizerská padesátka, course de longue distance.
La même année, Sara Svendsen annonce la fin de sa carrière sportive.

## Famille
Sa sœur Anna est aussi une fondeuse de niveau international.

## Palmarès

### Coupe du monde
- Meilleur classement général : 59e en 2008.
- Meilleur résultat individuel : 15e.

#### Classements détaillés
| Saison / Épreuve | Saison / Épreuve | Général | Général | Distance | Distance |
| ---------------- | ---------------- | ------- | ------- | -------- | -------- |
| Saison / Épreuve | Saison / Épreuve | Class.  | Points  | Class.   | Points   |
| 2008             | 2008             | 59e     | 43      | 34e      | 43       |
| 2009             | 2009             | 99e     | 10      | 70e      | 10       |
| 2010             | 2010             | 122e    | 3       | 94e      | 3        |

### Coupe de Scandinavie
- Gagnante du classement général en 2009.
- 2 victoires.